# Ólafur Ingi Skúlason
Ólafur Ingi Skúlason (Reykjavík, 1983. április 1. –) izlandi válogatott labdarúgó, edző.

## Pályafutása

### Klubcsapatban
A Fylkir csapatában nevelkedett, majd itt egy szezont eltöltött a felnőtt csapat tagjaként. 2001. július 1-jén az angol Arsenal szerződtette. A 2003-as szezont kölcsönben nevelőegyesületénél töltötte. 2003. december 2-án mutatkozott be az angol klubban a Wolverhampton Wanderers ellen, az 55. percben váltotta Justin Hoytet. 2005. június 22-én aláírt a szintén angol Brentford együtteséhe. 2007. február 21-én a svéd Helsingborgs labdarúgója lett. 2009 decemberében a dán SønderjyskE csapatába igazolt, majd egy év után Belgiumba a Zulte-Waregem-hez csatlakozott. 2015 és 2016 között a török Gençlerbirliği játékosa volt, majd a Karabükspor csapatának tagja lett. 2018-ban visszatért korábbi klubjához a Fylkirhez.

### A válogatottban
2018. május 11-én bekerült Heimir Hallgrímsson szakvezető 23 fős végleges keretébe, amely a 2018-as labdarúgó-világbajnokságon vesz részt.

## Válogatott góljai
| #  | Időpont             | Helyszín                            | Ellenfél | Gólok | Eredmény | Kiírás              |
| -- | ------------------- | ----------------------------------- | -------- | ----- | -------- | ------------------- |
| 1. | 2009. szeptember 9. | Laugardalsvöllur, Reykjavík, Izland | Grúzia   | 2–0   | 3–1      | Barátságos mérkőzés |